# 瓦莲京娜·马特维延科
瓦莲京娜·伊万诺芙娜·马特维延科（羅馬化：Valentina Ivanovna Matviyenko，羅馬化：Valentyna Ivanivna Matviienko；1949年4月7日—），婚前姓秋京娜（Тю́тина，羅馬化：Tyutina），生于乌克兰西部赫梅利尼茨基州，俄羅斯政治人物，前任圣彼得堡市长，2011年9月21日当选为俄罗斯联邦委员会主席，该职是仅次于总统和总理的第三号实权人物，是目前俄罗斯级别最高的女性政治人物，被喻为继叶卡捷琳娜二世（俄罗斯帝国女皇，1762年－1796年在位）之后又一位俄罗斯女性领导人。

## 生平
她于20世纪80年代开始踏入圣彼得堡（当时列宁格勒）的政坛，1984年到1986年担任列宁格勒克拉斯诺格瓦尔杰伊斯基区地区的苏共第一书记。1991年至1995年担任俄罗斯驻马耳他大使，1997年至1998年担任驻希腊大使。1998年到2003年她任俄罗斯副总理，主管社会政策、福利等工作；2003年担任总统驻西北部联邦管区公使。当时，她已经与时任总统的普京成为盟友，这也成为她后来成功当选圣彼得堡（普京出生地）市长的重要因素。
2003年10月就任圣彼得堡市长，成为俄罗斯历史上首位女市长，在任期间，圣彼得堡圣彼得堡旅游的游客数达到了520万人次，圣彼得堡从而跻身欧洲前五大旅游城市之列，2011年8月她因在历史名城中建立摩天大楼與冬季未能保持街道无雪无冰遭到媒体与與論的批评而辞职，但同年9月她立刻俄罗斯联邦委员会选举中获得总共166名议员中140人票而当选主席。

## 家庭生活
她与丈夫弗拉基米尔·瓦西里耶维奇·马特维延科育有一个儿子谢尔盖·马特维延科。2003年5月，其子谢尔盖被任命为圣彼得堡银行的副总裁，2005年他又成为VTB银行的第一副总裁。2004年4月30日，谢尔盖与亞美尼亞雅茲迪庫爾德裔流行女歌手扎拉结婚，不过一年后又离婚。

## 荣誉与奖项
俄罗斯时期奖项
- 圣安德烈勋章（2019年3月28日）[11]
- 一级祖国功勋勋章（2014年）
- 二级祖国功勋勋章（2009年）
- 三级祖国功勋勋章（1999年）
- 四级祖国功勋勋章（2003年）
- 荣誉勋章（1996年）[12]

苏联时期奖项
- 劳动红旗勋章（1981年）
- 苏联荣誉勋章（1976年）

国外奖项
- 指挥官大十字级芬兰雄狮勋章（2009年）[13]
- 法國榮譽軍團勳章骑士勋位（2009年）
- 中俄“国家年”杰出贡献奖（2008年）[14]